# Meister der Darbringungen
Als Meister der Darbringungen oder Darbringungsmeister (englisch: Master of the Offering) wird ein gotischer Maler bezeichnet, der um 1430 das Bild der Darbringung im Tempel für das  Stift Neukloster in Wiener Neustadt malte. Dem namentlich nicht bekannten Künstler werden in der Kunsthistorik durch Stilvergleich noch weitere Werke zugeordnet. 

## Stil und Bedeutung
Der Meister der Darbringungen war wohl von 1420 bis 1435 in der Region um Wien tätig. Seine Arbeiten gehören zu den bedeutenden Beispielen der Kunst in der Endphase des Weichen Stils in dieser Gegend. Es wird jedoch noch diskutiert, ob einige der unter seinem Notnamen geführten Bilder nicht doch von noch anderen anonym gebliebenen Malern stammen könnten. 
Der Meister der Darbringungen malt in einer neueren räumlichen Ausdrucksweise, mehr an getreuer Abbildung der Realität angelehnten Weise als Meister zuvor, wenn auch seine Darstellungen z. B. der Architektur nicht unbedingt reale Beispiele zeigen. Seine Malweise lässt auf einen Einfluss durch zeitgenössische flämische Malerei und auch Buchmalerei aus Frankreich wie den Boucicaut-Meister schließen.

## Stilistische Nähe zu anderen Malern
Der Stil des Meister der Darbringungen steht dem des Meister der St. Lambrechter Votivtafel nahe, es wird auch vorgeschlagen beide Maler einer  Werkstatt zuzuordnen. Auch soll ein Einfluss des Meisters von Wittingau zu erkennen sein.

## Werke (Auswahl)
- Darbringung im Tempel. Wien, Galerie Belvedere
- Darbringung im Tempel. Stiftssammlungen Klosterneuburg
- Christus in der Trauer. Berlin[4]
- Tafeln eines Marienaltars. Stiftssammlungen Klosterneuburg
- Begegnung Joachims und Annas an der Goldenen Pforte. Wien, Galerie Belvedere Inventarnummer: 4862
- Geburt Mariens. Wien, Galerie Belvedere Inventarnummer: 4861